# Tanguito
José Alberto Iglesias, conocido como Tanguito (Caseros, Provincia de Buenos Aires, 16 de septiembre de 1945-Puente Pacífico, Ciudad de Buenos Aires, 19 de mayo de 1972), fue un cantautor de rock argentino, mayormente reconocido por haber compuesto en 1967 el sencillo «La balsa», junto a Litto Nebbia, que popularizó el rock en español en Argentina.

## Biografía

### Infancia y adolescencia

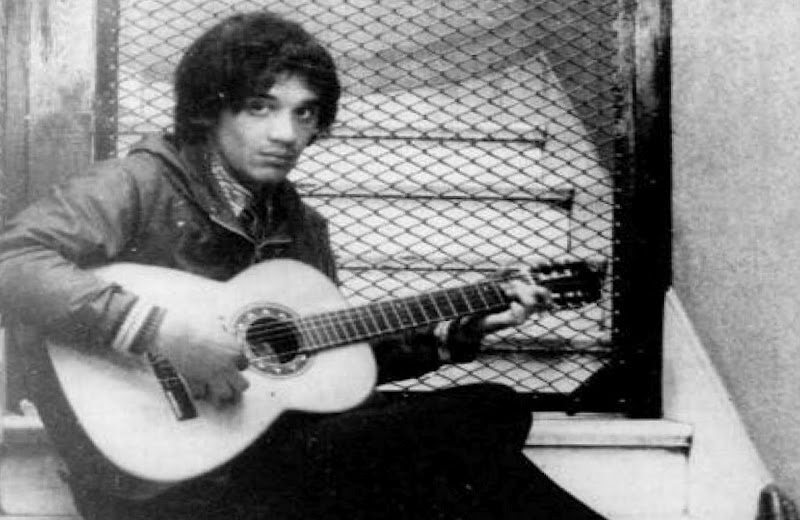
Tanguito tocando la guitarra, ca. 1966-67.

José Alberto Iglesias nació el 16 de septiembre de 1945 en Caseros, ciudad ubicada al noroeste de la ciudad de Buenos Aires, hijo del vendedor ambulante José Iglesias y de Juana Correa, empleada de servicio doméstico. Tras abandonar el colegio secundario, cursó durante un breve periodo jardinería y paisajismo en la escuela del Jardín Botánico, pero a los quince años decidió dejar los estudios y dedicarse a la música.

### Primeras actuaciones y grabaciones
A los 17 años, Iglesias actuaba en clubes de los barrios de Mataderos y Flores, interpretando canciones populares de rock and roll. En esa época, en esos locales se bailaba más que nada tango, pero él ganó fama como bailarín de rock (ver más abajo la relación de este hecho con su apodo). En 1963, como cantante de Los Dukes, hizo su debut discográfico con los temas "Decí por qué no querés", (de Palito Ortega y Dino Ramos) y "Mi Pancha", una composición suya, y en enero de 1964 apareció un nuevo sencillo del grupo: "Carnaval, carnaval" de Ball y Roger (en versión castellana con arreglos de Santos Lipesker) y "Maquillada" de Freddie Cora. Los Dukes llegaron a compartir escenario con Sandro y Los de Fuego, los Pick Ups y los Bobby Cats (cuyo cantante era Billy Bond). En otoño de ese mismo año, Horacio Martínez, mánager de Los Gatos, le propuso registrar un disco como solista para el sello RCA. Tanguito dejó a Los Dukes y comenzó a preparar material, pero el proyecto no se concretó.

### Los tiempos de La Cueva
El célebre bar-teatro La Cueva fue el epicentro donde se reunían varios músicos que más tarde cobrarían gran notoriedad para el rock argentino. Era un sótano ubicado en la Avenida Pueyrredón 1723 (esquina Juncal, Recoleta) que primero fue un cabaré llamado sucesivamente «Jamaica» y «El Caimán», y por último un club de jazz («La Cueva de Pasarotus»). En el otoño de 1964 se lo reformó y rebautizó La Cueva. En poco tiempo se convirtió en un reducto de la bohemia porteña, donde tocaban músicos maduros de jazz y también se escuchaban las nuevas tendencias de artistas de rock más jóvenes. Allí se reunían estrellas consagradas como Sandro, con futuras figuras como Moris,  Javier Martínez, Alejandro Medina, Billy Bond, Litto Nebbia, Miguel Abuelo, Ricardo Lew, Charly Camino, Carlos Mellino, Ciro Fogliatta y Pajarito Zaguri, además de Pipo Lernoud (poeta y más tarde fundador y director de la revista Expreso Imaginario) y Miguel Grinberg (poeta, escritor y periodista). Numerosas bandas se formaron en el ambiente generado por ese club: Nebbia y Fogliatta formaron Los Gatos y Mellino y Medina Los Seasons. A partir de 1966, Tanguito frecuentó asiduamente La Cueva hasta su cierre definitivo. Gran fan de Los Iracundos y de su cantante Eduardo Franco, cuenta Billy Bond que en aquellos años de La Cueva, Tanguito cantaba "Iracundo soy" con una media en la cabeza.
Con la intención de difundir y promocionar al creciente movimiento roquero, del cual formaban parte varios artistas que actuaban en La Cueva, Miguel Grinberg produjo en el Teatro de la Fábula (Agüero 444, Almagro) De aquí, de allá y de todas partes, un ciclo de conciertos que se llevaron a cabo los días 7, 14 y 21 de diciembre de 1966, a las 21.00 horas. Iglesias estuvo entre los participantes, presentándose con el seudónimo de «Donovan el Protestón». Interpretó las canciones «Tutti Frutti» de Little Richard y una improvisación de «Perro Feroz» (en inglés: «Hound Dog») de Jerry Leiber and Mike Stoller, dos clásicos del repertorio de Elvis Presley. También estuvieron Moris, Bob Vincent, quien realizó interpretaciones de Bob Dylan, Morgan X (Miguel Grinberg) y The Seasons.

### La Perla del Once

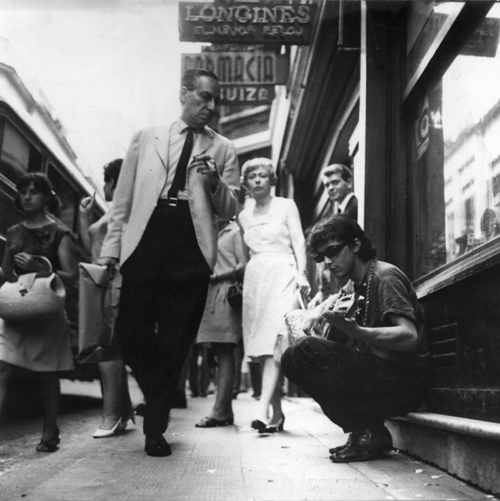
Tanguito sentado y tocando la guitarra en plena calle, ca. 1968.

Durante la época en que funcionó La Cueva, un grupo de bohemios (entre ellos Tanguito) frecuentaban también el bar La Perla del Once (Jujuy y Avenida Rivadavia, Plaza Once).
Pipo Lernoud recuerda esas reuniones:

"Se llegaba a La Perla al salir de La Cueva, caminando lo más derecho posible hacia la izquierda unas 20 cuadras. En ese lugar se armaba una cosa muy caliente. Todo el mundo traía su cuadernito, su libretita, sus papelitos donde tenía anotado algo: una canción o una frase que había leído. No era que nos sentábamos y nos quedábamos callados. Era todo el tiempo divague, conversar y mostrar lo que teníamos escrito".

### El éxito de «La balsa»
Según relata Litto Nebbia, «La balsa» fue compuesta durante una madrugada, cuando Tanguito se dirigió al baño de La Perla del Once. Le gustaba el sonido reverberante del ambiente, aunque los mozos —camareros— le prohibían tocar allí. Fue en ese bar donde comenzó a esbozar sus primeros versos y los acordes iniciales del tema:

Tengo que conseguir mucha madera, / tengo que conseguir de donde pueda. / Y cuando mi balsa esté lista, partiré hacia la locura. / Con mi balsa yo me iré a naufragar.
«La balsa».

Más tarde, Nebbia terminó la canción, dotándola de un aire de bossa nova (la armonía del principio es similar a la de «Garota de Ipanema», de Antonio Carlos Jobim). A sus compañeros de Los Gatos les gusto el tema, y el 19 de junio de 1967 lo grabaron en los estudios de la discográfica RCA, con la cual tenían contrato. El lado B del sencillo fue «Ayer nomás», con letra de Lernoud (retocada por Nebbia para eludir la censura), y música de Moris. Este sencillo (primero de Los Gatos) se publicó el 3 de julio siguiente, vendiendo 250 000 copias en pocas semanas. Fue la única obra de Tanguito que le proporcionó importantes ganancias. Cuando cobró las primeras regalías, Tanguito compró pantalones, zapatos, botas, camisas, dos guitarras, muchos discos de vinilo y un combinado Ranser. En el libro A un paso del cielo: confesiones de un superviviente, su autor, el músico Daniel Irigoyen, cuenta que una de esas guitarras se la regaló a él, quien fue amigo de Tanguito en esa época del rock nacional. Se trataba de dos guitarras acústicas Repiso, una original y otra imitación.

### En la escena pública

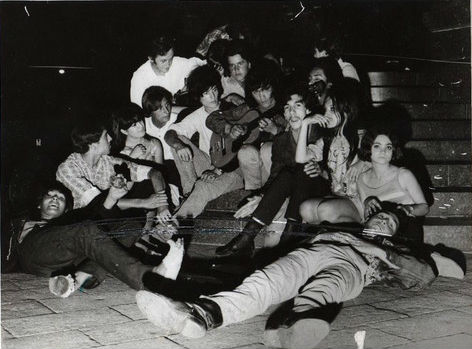
Tanguito tocando la guitarra junto a un grupo de hippies en Plaza Francia, popular punto de encuentro de la contracultura en la década de los 60 de Buenos Aires.

Poco después de la publicación del sencillo de Los Gatos, un juez ordenó la clausura de La Cueva, medida precedida de un persistente acoso que la policía mantuvo contra el local: se detenía a los menores presentes, se buscaban drogas y se labraban actas que llevaban a sus propietarios a los Tribunales. Los allanamientos desembocaron en el cierre definitivo del club. Eran tiempos de dictadura militar y de duro régimen represivo.
En la misma época, Pipo Lernoud y Mario Rabey organizaron para el Día de la Primavera (21 de septiembre), la primera reunión hippy en la Argentina, en la Plaza San Martín, ubicada en una de las zonas más céntricas y adineradas de Buenos Aires. Durante el encuentro, Tanguito cantó varios temas con su guitarra. Previamente se habían realizado ensayos en noviembre de 1966.
Aquel espectáculo, al que concurrieron cientos de adolescentes de pelo largo y prendas coloridas, llamó la atención de los medios periodísticos, y las cámaras de televisión registraron la actuación de Tanguito. Días después, el programa Sábados Circulares de Nicolás Mancera lo convocó para cantar en él. Tanguito interpretó algunas composiciones de su repertorio, entre ellas "La balsa". Ante la repercusión de esa presentación, otro periodista, Antonio Carrizo, concedió a Tanguito su primer y único contrato televisivo, para realizar algunas actuaciones en su programa Sábados Continuados.
Hubo una invitación por parte de la Federación Argentina de Entidades Democráticas Anticomunistas a un grupo de hippies compuesto por Javier Arroyuelo, Mario Rabey, Rafael López Sánchez y Tanguito, quienes supieron manejar con altura esa comprometida situación. La conversación que mantuvieron quedó registrada por un magnetófono de bobina abierta. Cuando Aníbal Amadeo Tedesco le preguntó a Tanguito:

Tedesco: Ustedes dicen que no forman un grupo. ¿Por qué entonces se oye hablar de un grupo de Tanguito?.

Tanguito: De repente vos estás en una plaza, con una guitarrita, como he estado yo. Hay 20 personas, agrupadas o no, pero están allí. Yo nunca dije que el grupo es mío; recién ahora me entero de eso.

### Relaciones personales de Tanguito
Fuentes cercanas a Tanguito afirman que una fan llamada Mariana fue la musa que inspiró canciones como "Amor de primavera" (cuya letra pertenece realmente a Hernán Pujó), "Natural" y "La princesa dorada". Cuando Tanguito murió, Mariana partió sola rumbo a Brasil y en la actualidad se desconoce su paradero.
Pero otras fuentes, igualmente cercanas, sostienen que su gran amor fue Marcela, una chica algunos años mayor que él, culta y perteneciente a una familia de clase alta del barrio de Palermo. Ya desvinculada sentimentalmente de Tanguito, emigró a Río de Janeiro, Brasil, al menos un año o dos antes de su trágica muerte. En ese país formó una familia, regresando más tarde a Argentina, donde reside desde entonces.
En la nota del diario Página 12 del 26 de noviembre de 1989, sobre la filmación de la película Tango feroz: la leyenda de Tanguito, presuntamente inspirada en la vida del cantautor y cuyo elenco aún no estaba definido, pueden leerse estas declaraciones de su director, Marcelo Piñeyro:

El actor Jorge Diez encarnará a Tanguito ... A su lado estará Sofía Viruboff, como Marcela, el gran amor de Tango (...) aunque algunos viejos amigos recuerdan otras parejas, como Susana o una rubia llamada Silvita (...) Marcela provenía de una familia de dinero, conocía la lucha estudiantil y había viajado a Europa. Era lo opuesto a Tango, cuya rebeldía no era tan intelectual, más bien brotaba de sus tripas.

### Primer sencillo como solista
Tanguito fue convocado por el sello RCA para grabar un sencillo el 18 de enero de 1968, acompañado por la orquesta de Horacio Malvicino. Se registraron dos temas: "La princesa dorada", de Tanguito y Lernoud y "El hombre restante", compuesto en colaboración con Javier Martínez. El disco salió a la venta el 4 de abril, bajo el seudónimo artístico de Ramsés VII, pero no tuvo repercusión, lo que provocó la ruptura del contrato. Poco después, Tanguito se relacionó con la recién creada discográfica Mandioca, que dedicaba íntegramente su catálogo a la música que entonces se llamaba progresiva y, más tarde, se renombraría como "rock nacional". De esas grabaciones saldría luego su LP Tango, editado por Talent, el sello continuador de Mandioca.

### Problemas con las drogas
Hasta mediados de 1968, Tanguito había consumido marihuana y pastillas, pero no otras drogas más duras. Sin embargo, a partir de entonces, se aficionó a inyectarse anfetaminas. Al mismo tiempo, se fue alejando de sus amigos músicos que compartieron La Cueva con él. Los siguientes párrafos pertenecen a un artículo de Claudio Gabis, guitarrista de Manal, publicado en el diario Página/12 del 29 de noviembre de 1989:

Lo conocí (cumpliendo rigurosamente con la leyenda) en La Perla del Once (...) Lo recuerdo sentado con uno de sus "Valerios" (una variante del eterno oficio de escudero) en una mesita al fondo del salón, visiblemente aislado del numeroso grupo que copaba una larga mesa diez metros más allá (...) Me llamó la atención, también, su separación del resto de la gente.

### Segunda y última grabación
En 1970 Tanguito aceptó grabar un disco para Mandioca. Se habían reservado varias fechas en los estudios TNT de la Calle Moreno. En sus salas (muy bien equipadas tecnológicamente para la época), se gestaron discos de Moris, Manal, Almendra y Vox Dei. A Tanguito se le ofreció la posibilidad de elegir que músicos iban a acompañarlo, y su decisión fue que lo hicieran Javier Martínez, Claudio Gabis y Alejandro Medina, es decir: Manal. En la primera y segunda fecha previstas, Tanguito no acudió al estudio. Los integrantes de Manal lo esperaron, pero este nunca llegó. Solo vino a la tercera fecha, pero solo estaba presente Javier Martínez. Tanguito, por lo tanto, grabó solo con su voz y su guitarra los temas: "Natural", "Amor de primavera", "La balsa", "Todo el día me pregunto" y los restantes que se incluyeron más tarde en su único álbum. A fines de la primavera de 1970, Mandioca publicó el compilado Pidamos peras a Mandioca, en el que se incluyó su tema "Natural", que la crítica recibió elogiosamente. El siguiente párrafo pertenece a la sección "Discos" de la revista Gente del 3 de diciembre de 1970:

Han logrado que Tanguito grabe su tema "Natural", donde muestra auténtica personalidad musical.

### Derrumbe
Hacia fines de 1970, Tanguito fue detenido en numerosas ocasiones y finalmente, en febrero de 1971, fue enviado a prisión a la cárcel de Villa Devoto. También fue internado varias veces en el Hospital Neuropsiquiátrico Borda, que había inaugurado un servicio de Drogadicción. Tanguito pasó allí muchos meses y fue sometido a electroshocks [cita requerida] y también a choques de insulina, tratamientos que actualmente se han eliminado por considerarse dañinos. En mayo de 1972 fue declarado judicialmente demente y trasladado a la Unidad Penitenciaria 13 del mismo hospital, destinada a criminales psicópatas.

### Fallecimiento

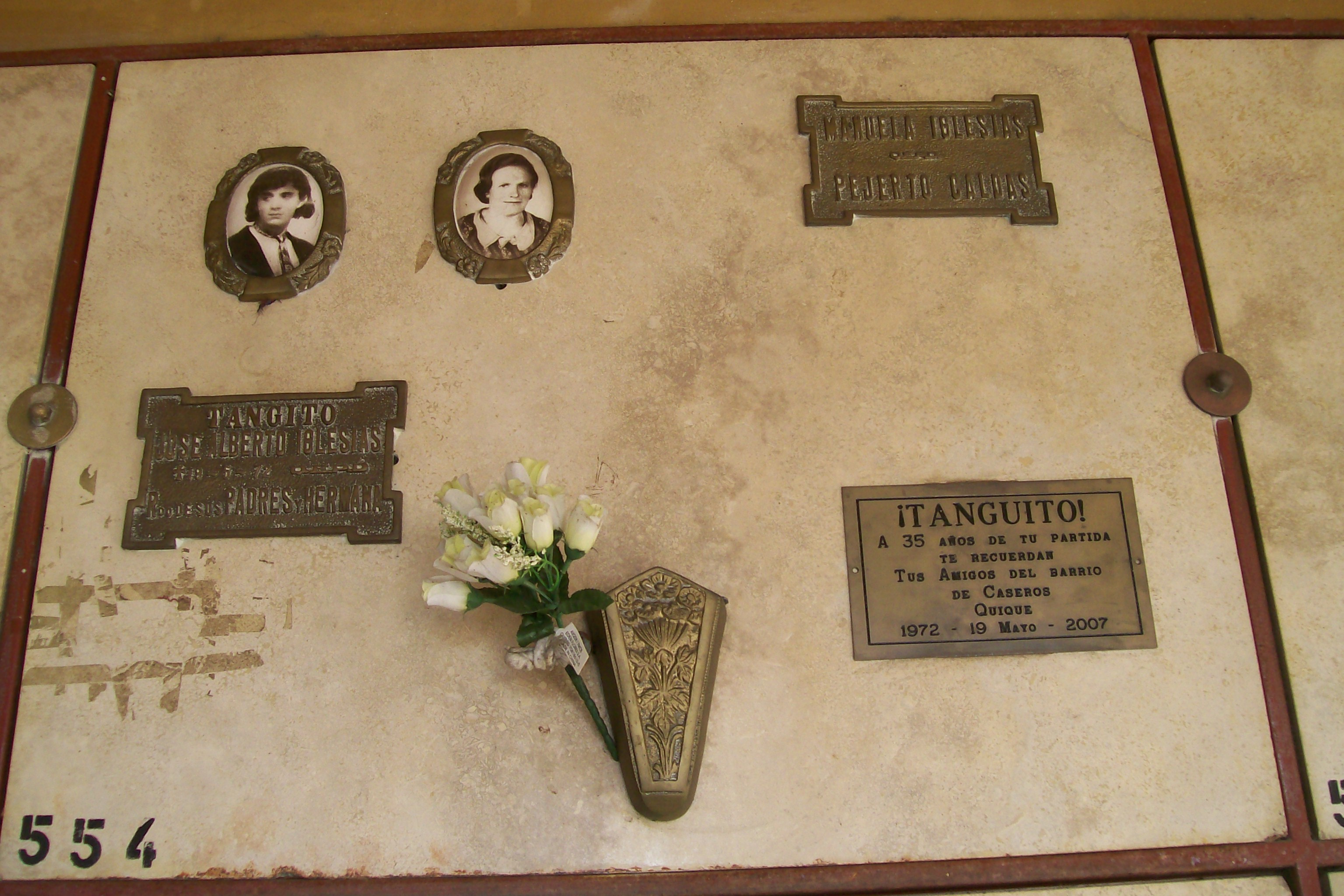
Tumba de Tanguito en el cementerio de San Martín.

En la madrugada del 19 de mayo de 1972, logró fugarse y consiguió llegar a la estación Palermo, con la intención de abordar un tren del Ferrocarril General San Martín rumbo a su casa. Ese día, alrededor de las 10:50, Tanguito cayó a las vías, acabando su vida bajo las ruedas del tren en el puente sobre la avenida Santa Fe. Ya que el episodio jamás fue investigado, se ignora si su muerte se produjo de forma accidental, por suicidio o incluso homicidio, ya que varios de sus amigos siguen afirmando que alguien lo arrojó del tren. En ese momento, la noticia de su fallecimiento no fue recogida por ningún medio. Tenía solamente 26 años.

## Ediciones póstumas
En 1973, Talent, sello heredero de Mandioca, publicó los temas que Tanguito había grabado en 1970 en los estudios TNT. El disco, titulado simplemente Tango, no tuvo gran repercusión. En él se escuchan, además de las canciones, ruidos, toses y fragmentos de diálogos entre Tanguito y Javier Martínez. De hecho, el cantante de Manal dice al comienzo de la pista correspondiente a "La balsa": En el baño de La Perla del Once compusiste 'La balsa'. La frase, repetida varias veces, provocó problemas con Nebbia, quién interpretó que se pretendía cuestionar su coautoría de la obra. El disco fue reeditado en 1985 pero otra vez con poco éxito.
En el verano de 1993, se lanzó al mercado otra vez el álbum llamado Tango, esta vez en formato de disco compacto. Luego de veinte años una obra de Tanguito volvió a tener éxito, agotándose en poco tiempo la tanda de 5000 copias, además, la banda sonora de la película de Marcelo Piñeyro Tango feroz: la leyenda de Tanguito vendió 30.000 discos.

## Legado
Miguel Grinberg afirmó que Tanguito, con sus letras líricas y sencillas, fue uno de los impulsores del uso del castellano en la música de rock. La crítica, por su parte, lo trató elogiosamente. La revista La Bella Gente, en su número 13 (diciembre de 1970) publicó este comentario sobre su tema 'Natural', incluido en un compilado de Mandioca:[cita requerida]

Tanguito logra aquí, posiblemente por primera vez, llevar al disco toda la autenticidad y el feeling con que solía cantar en las plazas de Buenos Aires. Es la revelación de este disco: «Natural» es un tema simple y muy hermoso: Tango —algo ronco, lo cual le queda muy bien— tiene un mensaje musical nuevo y algunas otras cosas para decirnos. Merece ser escuchado.[cita requerida]

## Anecdotario de un artista excéntrico

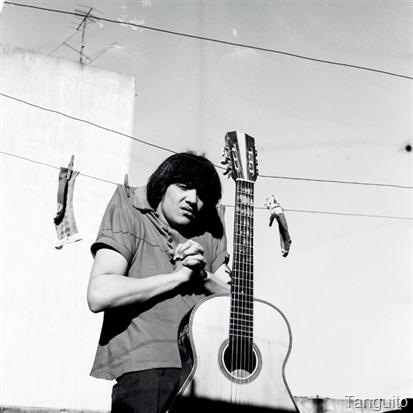
Tanguito colgado de una soga para colgar ropa, en una muestra del humor que siempre lo caracterizó.

Existen muchas anécdotas extravagantes en la vida de Tanguito. En cierta época se lo reconocía fácilmente porque caminaba por las calles del centro de la ciudad de Buenos Aires vestido con una malla de baile (un disfraz de arlequín, más precisamente) y una media de nailon en la cabeza, ya que su pelo era rizado y el quería «planchárselo», al estilo beat inglés. Emprendía largos viajes en taxi para recorrer la Capital, pero nunca pagaba.
El siguiente párrafo está extraído de un artículo de Claudio Gabis publicado en el diario Página/12.

Por eso estaba en capilla, y a pesar de quererlo, se lo mantenía alejado ... Recuerdo la insistente frase: No te acerques a esta mesa, loco, porque siempre nos quemas ... y entonces dirigía un último intento, por ejemplo hacia mi, que era nuevo: -¿No me prestás cinco pesitos, Claudio, que mañana te los devuelvo?

Su forma de ser era algo desprolija, Grinberg dijo al respecto: «El tipo [Tanguito] cobró la guita ['dinero', en lunfardo] de "La Balsa", que en esa época era una cantidad alucinante. Fue a una disquería y dijo: "Déme el mejor grabador, el mejor tocadiscos y todos los discos que tenga...", una montaña así de discos importados. Se metió en un taxi... ¡y cuando bajó se lo olvidó todo arriba!».
Estando escaso de dinero, prometió a unos amigos que haría que un policía le diera dinero. No le creyeron, pero Tanguito se acercó al oficial, le habló, y finalmente obtuvo lo que quería. Invirtió ese dinero en comprar un sándwich para sus amigos en La Perla del Once. Una vez, al bajar de un colectivo de la línea 5, comprobó azorado que se había olvidado la guitarra en el asiento. Subiendo desesperado al ómnibus siguiente, hizo descostillar al conductor al ordenarle: «¡Siga a ese colectivo!».
Su forma de hablar también era curiosa:

Tango era un personaje... Una vez unos policías lo pararon en Pueyrredón y Córdoba. Le preguntaron dónde vivía. Dijo:
-"Caseros City".
-"¿Ocupación?"
-"Musician".
-"¿Adónde se dirige?"
-"Le Cave...".
Mezclaba todo.
Javier Martínez.

Su amigo Grinberg recuerda los maltratos a los que era sometido:

Tanto se habla del amigo Tango, y sin embargo yo lo recuerdo como uno de los tipos más maltratados de La Cueva. Maltratado, ¿cómo lo puedo explicar...? Él vivía lejos, en Caseros, entonces andaba siempre con su bolsita, con las medias, una camisa blanca, con todas las cositas que llevaba. Y, bueno, era usual que le escondieran la bolsita en La Cueva. ¿Viste que en el secundario siempre hay un tipo al que todos tienen de punto [argentinismo para la persona a la que toman para las burlas]?. Bueno, Tanguito era el punto de La Cueva. Yo me acuerdo, de noche, tarde, que se tenía que ir, y pedía la bolsa, pedía la bolsa. Y me acuerdo de dos o tres noches, de una ronda de ocho o diez tipos pasándose la bolsa como jugando al vóley, y con Tango en el medio, tratando de agarrarla y diciendo: "Che, por favor, me tengo que ir...". Me acuerdo las verdugueadas [argentinismo de "burlas" o "bromas pesadas"] de los cueveros hacia Tango.
Miguel Grinberg

Moris relata, con respecto a la persecución policial que sufría el artista:

Golpeó mi puerta un oficial de la policía. Me preguntó si era amigo de Tango, y por supuesto le dije que sí. El policía me dijo: «Mire, nosotros andamos buscándolo a pesar de que sabemos que en el fondo es un buen tipo. Lo suyo no es un problema personal: es un problema social».
Moris

Un rasgo negativo de la personalidad de Tanguito era su tendencia a pedir y no devolver, y su costumbre de apropiarse del trabajo ajeno. Siempre dijo ser el autor de la canción «Errol Flynn», que estuvo muy de moda en 1968 y que en definitiva no era suya, sino de Moris, Pajarito Zaguri y Giannoni.

La letra de 'Amor de primavera' no es de Tanguito sino de Hernán Pujó. Pujó no figuró en el crédito porque Tanguito no lo puso, como tampoco me hizo figurar a mí en 'La princesa dorada'. Yo lo conocía como la puta madre [argentinismo por 'muy bien'], pero nunca supe si se hacía el sota [el desentendido] o si era un turro [mala persona], aunque fuera a un nivel muy lindo.
Pipo Lernoud.

Era capaz de afanarte ['robarte', en lunfardo] la viola ['guitarra', en jerga musical]. Decía: «A ver, prestámela que voy a tocar a lo de un amigo que vive a dos cuadras...». Se iba, y cuando lo veías de nuevo y le preguntabas sobre la viola, te contestaba: «Ah, no, vos sabés que me la pidió un primo mío que se iba a Mendoza...».
Miguel Grinberg.

En el libro Martropía: conversaciones con Spinetta de Juan Carlos Diez, Spinetta recordaba a Tanguito:

Yo lo veo en la calle Montañeses y Echeverría. Ahí, cruzando la calle con algunos amigos y amigas de él, algunos le llevaban la guitarra y otros los discos. Un día yo llego de viaje de una gira a la que fui con mi novia y al volver nos encontramos con toda la casa llena de esos pibes, con Tanguito a la cabeza. Habían invadido mi casa por los techos, lo cual era sumamente peligroso, porque podría haber caído la cana ['policía', en lunfardo] y haberme causado problemas. Ni bien llegué los saqué a patadas a todos esos hippies que habían ido ahí a picarse [inyectarse]. Eran una desgracia. Tanguito había estado con todos mis discos. Entonces resulta que se está despidiendo y yo veía que se reía y al tipo se le nota debajo del saco que se llevaba un fangote así de discos. Me hacía un juego, era como que me escondía la espalda y se reía para que me diera cuenta de que me estaba afanando los discos. Nunca me voy a olvidar que yo le decía "Vení, vení, Tanguito, no seas así, cómo me vas a robar los discos a mí. Pensá como es Luisito con vos", tipo padre.
Me acostumbré a tratar con esos locos porque me creían uno de ellos y se acercaban a mí. Creo que Tanguito en su intimidad debe haber confiado más en mí que en el tipo con quien compuso alguna canción, porque recurría a mis lugares como último lugar, o como primer lugar. El hecho de que él viniera "a lo de los Spinetta" a mí me adjudicó una fama de pincheto [en lunfardo, "persona adicta a drogas inyectables"] que no me pude sacar por años. Y yo jamás me puse una aguja en una vena. ¡Ni loco! A esta altura admito que tomé pepas [LSD], que fumé hachís o alguna esnifada o lo que sea, pero un jeringazo jamás.
Y, sin embargo, la presencia de un tipo como Tanguito tuvo que ver con esa fama de los primeros tiempos de que yo era un piqueto de última. Y bueno, eso me perjudicó, pero para mí Tanguito era genial, cuando a la salida de un concierto o a la salida de un ensayo me lo encontraba en la esquina de mi casa, y ni siquiera había ido a golpear la puerta. El tipo estaba por ahí o justo llegaba con su séquito, se apoyaba contra un auto y empezaba: "Abre el barril de lluvia y toma una copa y el hombre de cristal volverá a vibrar". El flaco ya había compuesto temas como ése, o como "Diamantes de espuma", unas canciones preciosas con unos tonos muy simples pero con una profundidad tremenda. Esas canciones las conservó hasta en la época de drogadicto. Habrá agregado alguna canción más que se le habrá ocurrido pero, en realidad, creo que Tanguito ya las tenía de antes, de su etapa sana, realmente el tipo debe haber sido un genio. Después se echó a perder. Nadie podía ni estar ni tocar con él, no mantenía el ritmo y cambiaba los acordes con una arbitrariedad extramusical.
Lo de Tanguito fue una cosa irónica y violenta a la vez. Con el tiempo, a medida que estaba más enfermo, era mucho más difícil poder apreciar la música que había hecho porque ya ni la hacía. No se lo veía en ningún lado tocando música, por lo menos cerca de nosotros. Siempre se lo veía pero en un estado deplorable, por ahí ya ni te saludaba.
Es lógico, la parte violenta de Tanguito muchas veces impedía que nosotros pudiéramos conectarnos tanto con él. Me refiero a la gente de Almendra, en general. Aunque el que estaba más conectado era yo por esa cuestión de respeto a alguien cuya intensidad era increíble.
Estaba sumergido en una enfermedad grandísima con la droga, pero no por eso ibas a ignorar la belleza de lo que hacía o a tratarlo inhumanamente o como si fuera un bicho del hospicio. Creo que es una de las premisas fundamentales de todo lo que decimos en nuestra vida. Cualquiera de esas personas tiene mucha más dignidad con la mugre que se tira encima que otra gente hipócrita que comete locuras imperdonables.
Luis Alberto Spinetta.

En una entrevista para Clarín del 2016, Billy Bond relató:

Alguien tiene que decir que Tanguito era menor de edad y no entraba a La Cueva. Y que se drogaba tanto que vos no podías ni hablar con él. La mayoría de los músicos lo despreciaban, pero nadie lo dice: lo idolatran. Con Tanguito éramos compadres, amigos. Yo lo toleraba bastante; él era peligroso porque tomaba muchas drogas. Ojo, no estoy en contra de las drogas: no soy un santo. Tanguito no era el prototipo de un héroe. E incluso olía mal. Pero era un ser maravilloso y con un corazón así de grande. A Tanguito, las drogas lo abrían mucho y por ahí te decía ‘te quiero’ y vos no sabías por qué. Había gente a la que eso no le gustaba. ‘¿Qué le pasa a este pelotudo?’. Sabemos cómo es el argentino.
Billy Bond.

## Significado de algunos seudónimos
Algunos de los numerosos seudónimos utilizados por José A. Iglesias tienen interesantes orígenes:
- Tango o Tanguito: La gente de los suburbios —en tiempos de la adolescencia de Iglesias— bailaba mayormente tango. Él, por el contrario, era un bailarín de rock. Por eso, sus amigos le pedían que bailara: «Bailate un tango, José. Un tanguito», y él bailaba un rock. La frase, repetida hasta el cansancio, quedó asociada con él, que pronto fue conocido por aquel apodo.
- Ramsés VII: Proviene de la fascinación del músico por el faraón egipcio Ramsés II. La cifra «VII» (‘séptimo’) se debe a la inclinación que Tanguito sentía a componer basándose en acordes con séptimas dominantes.
- Donovan el Protestón: De la costumbre de protestar constantemente, pero no en el sentido político sino por estar triste, solo o sin dinero. De allí también el primer verso de "La Balsa".
- Drago: Era una marca de sifones metálicos. Tanguito había creado, en broma, una banda ficticia que se llamaba "Drago y sus Matafuegos", en alusión a "Sandro y los de Fuego"

## Su vida llevada a escena
- 1989 - Televisión: Tanguito, con Emilio Bardi. Especiales de ATC (Canal 7).
- 1993 - Cine: Tango feroz: la leyenda de Tanguito. Guion de Aída Bortnik y Marcelo Piñeyro, con Fernán Mirás y Cecilia Dopazo. Dirigida por Marcelo Piñeyro.
- 2013 - Musical: Tango Feroz, con dirección de Ariel Del Mastro y Fernando Dente en el papel de Tanguito. Teatro Tabarís, Buenos Aires, Argentina.
- 2017 - La banda Laja y El sobreviviente editó un disco conceptual con el nombre de Faraón, el cual cuenta la vida de Tanguito a lo largo de 9 canciones, en las que intervienen en forma incidental las voces de los fundadores del rock nacional.

## Discografía
- Los temas no señalados entre paréntesis pertenecen a Tanguito.

### ConLos Dukes
Sencillos, 1963
- "Decí por qué no querés" (Ortega-Dino Ramos) / "Mi Pancha" (Music Hall, 1963)
- "Carnaval, carnaval" (Ball & Roger, versión castellana de Santos Lipesker) / "Maquillada" (Freddie Cora) (Music Hall, 1964)

### Como solista
Sencillos
- "El hombre restante" (Tanguito-Martínez) / "La princesa dorada" (Lernoud-Tanguito) (subsidiaria Vik de RCA Victor, 1968)
- "Amor de primavera" (Hernan Pujó - Tanguito) / "La balsa" (Nebbia y Tanguito) (Mandioca, 1970)

Álbumes
- Tango (álbum póstumo que contiene canciones que Tanguito grabó para Mandioca entre 1969 y 1970; Talent-Microfón, 1973)
- Yo soy Ramsés (álbum de archivo que contiene grabaciones inéditas del 20 de octubre de 1967 para RCA Victor; Kelito Records, 2009)

Apariciones en otros álbumes
- Pidamos peras a Mandioca (LP recopilatorio de varios artistas que incluye un tema de Tanguito: "Natural"; Mandioca, 1970)